# Khánh Vân, Đức Châu
Khánh Vân (tiếng Trung: 庆云县, Hán Việt: Khánh Vân huyện) là một huyện thuộc địa cấp thị Đức Châu, tỉnh Sơn Đông, Cộng hòa Nhân dân Trung Hoa. Huyện này có diện tích 502 km2, dân số năm 2001 là 300.000 người (2001). Huyện Khánh Vân được chia thành các đơn vị hành chính gồm 4 trấn và 4 hương.

## Khí hậu
| Dữ liệu khí hậu của Khánh Vân (1991–2018 normals, extremes 1981–2010) | Dữ liệu khí hậu của Khánh Vân (1991–2018 normals, extremes 1981–2010) | Dữ liệu khí hậu của Khánh Vân (1991–2018 normals, extremes 1981–2010) | Dữ liệu khí hậu của Khánh Vân (1991–2018 normals, extremes 1981–2010) | Dữ liệu khí hậu của Khánh Vân (1991–2018 normals, extremes 1981–2010) | Dữ liệu khí hậu của Khánh Vân (1991–2018 normals, extremes 1981–2010) | Dữ liệu khí hậu của Khánh Vân (1991–2018 normals, extremes 1981–2010) | Dữ liệu khí hậu của Khánh Vân (1991–2018 normals, extremes 1981–2010) | Dữ liệu khí hậu của Khánh Vân (1991–2018 normals, extremes 1981–2010) | Dữ liệu khí hậu của Khánh Vân (1991–2018 normals, extremes 1981–2010) | Dữ liệu khí hậu của Khánh Vân (1991–2018 normals, extremes 1981–2010) | Dữ liệu khí hậu của Khánh Vân (1991–2018 normals, extremes 1981–2010) | Dữ liệu khí hậu của Khánh Vân (1991–2018 normals, extremes 1981–2010) | Dữ liệu khí hậu của Khánh Vân (1991–2018 normals, extremes 1981–2010) |
| Tháng                                                                 | 1                                                                     | 2                                                                     | 3                                                                     | 4                                                                     | 5                                                                     | 6                                                                     | 7                                                                     | 8                                                                     | 9                                                                     | 10                                                                    | 11                                                                    | 12                                                                    | Năm                                                                   |
| --------------------------------------------------------------------- | --------------------------------------------------------------------- | --------------------------------------------------------------------- | --------------------------------------------------------------------- | --------------------------------------------------------------------- | --------------------------------------------------------------------- | --------------------------------------------------------------------- | --------------------------------------------------------------------- | --------------------------------------------------------------------- | --------------------------------------------------------------------- | --------------------------------------------------------------------- | --------------------------------------------------------------------- | --------------------------------------------------------------------- | --------------------------------------------------------------------- |
| Cao kỉ lục °C (°F)                                                    | 17.6 (63.7)                                                           | 20.5 (68.9)                                                           | 30.1 (86.2)                                                           | 31.2 (88.2)                                                           | 38.2 (100.8)                                                          | 41.0 (105.8)                                                          | 40.5 (104.9)                                                          | 35.8 (96.4)                                                           | 35.4 (95.7)                                                           | 30.8 (87.4)                                                           | 26.1 (79.0)                                                           | 17.0 (62.6)                                                           | 41.0 (105.8)                                                          |
| Trung bình ngày tối đa °C (°F)                                        | 2.9 (37.2)                                                            | 6.7 (44.1)                                                            | 14.1 (57.4)                                                           | 20.7 (69.3)                                                           | 26.7 (80.1)                                                           | 31.4 (88.5)                                                           | 31.9 (89.4)                                                           | 30.3 (86.5)                                                           | 26.9 (80.4)                                                           | 20.6 (69.1)                                                           | 11.8 (53.2)                                                           | 4.5 (40.1)                                                            | 19.0 (66.3)                                                           |
| Trung bình ngày °C (°F)                                               | −2.9 (26.8)                                                           | 0.4 (32.7)                                                            | 7.4 (45.3)                                                            | 14.1 (57.4)                                                           | 20.3 (68.5)                                                           | 25.1 (77.2)                                                           | 26.9 (80.4)                                                           | 25.5 (77.9)                                                           | 20.8 (69.4)                                                           | 13.9 (57.0)                                                           | 5.8 (42.4)                                                            | −1.1 (30.0)                                                           | 13.0 (55.4)                                                           |
| Tối thiểu trung bình ngày °C (°F)                                     | −7.4 (18.7)                                                           | −4.4 (24.1)                                                           | 1.7 (35.1)                                                            | 8.2 (46.8)                                                            | 14.1 (57.4)                                                           | 19.2 (66.6)                                                           | 22.6 (72.7)                                                           | 21.6 (70.9)                                                           | 15.9 (60.6)                                                           | 8.6 (47.5)                                                            | 1.1 (34.0)                                                            | −5.3 (22.5)                                                           | 8.0 (46.4)                                                            |
| Thấp kỉ lục °C (°F)                                                   | −18.5 (−1.3)                                                          | −16.5 (2.3)                                                           | −10.1 (13.8)                                                          | −2.1 (28.2)                                                           | 5.0 (41.0)                                                            | 9.9 (49.8)                                                            | 16.7 (62.1)                                                           | 11.1 (52.0)                                                           | 5.7 (42.3)                                                            | −3.1 (26.4)                                                           | −12.0 (10.4)                                                          | −20.0 (−4.0)                                                          | −20.0 (−4.0)                                                          |
| Lượng Giáng thủy trung bình mm (inches)                               | 3.7 (0.15)                                                            | 7.2 (0.28)                                                            | 6.6 (0.26)                                                            | 27.8 (1.09)                                                           | 42.0 (1.65)                                                           | 78.0 (3.07)                                                           | 185.2 (7.29)                                                          | 171.1 (6.74)                                                          | 44.5 (1.75)                                                           | 28.8 (1.13)                                                           | 18.3 (0.72)                                                           | 3.7 (0.15)                                                            | 616.9 (24.28)                                                         |
| Số ngày giáng thủy trung bình (≥ 0.1 mm)                              | 1.9                                                                   | 2.9                                                                   | 2.6                                                                   | 4.8                                                                   | 5.6                                                                   | 8.0                                                                   | 11.4                                                                  | 10.1                                                                  | 6.5                                                                   | 4.6                                                                   | 3.6                                                                   | 2.4                                                                   | 64.4                                                                  |
| Số ngày tuyết rơi trung bình                                          | 2.6                                                                   | 3.1                                                                   | 1.0                                                                   | 0.2                                                                   | 0                                                                     | 0                                                                     | 0                                                                     | 0                                                                     | 0                                                                     | 0                                                                     | 0.9                                                                   | 1.8                                                                   | 9.6                                                                   |
| Độ ẩm tương đối trung bình (%)                                        | 61                                                                    | 59                                                                    | 53                                                                    | 57                                                                    | 62                                                                    | 63                                                                    | 78                                                                    | 83                                                                    | 77                                                                    | 71                                                                    | 68                                                                    | 64                                                                    | 66                                                                    |
| Số giờ nắng trung bình tháng                                          | 152.0                                                                 | 160.3                                                                 | 226.2                                                                 | 237.4                                                                 | 270.8                                                                 | 238.9                                                                 | 201.6                                                                 | 204.5                                                                 | 201.5                                                                 | 188.2                                                                 | 161.8                                                                 | 153.6                                                                 | 2.396,8                                                               |
| Phần trăm nắng có thể                                                 | 50                                                                    | 52                                                                    | 61                                                                    | 60                                                                    | 61                                                                    | 54                                                                    | 45                                                                    | 49                                                                    | 55                                                                    | 55                                                                    | 54                                                                    | 52                                                                    | 54                                                                    |
| Nguồn: China Meteorological Administration                            |                                                                       |                                                                       |                                                                       |                                                                       |                                                                       |                                                                       |                                                                       |                                                                       |                                                                       |                                                                       |                                                                       |                                                                       |                                                                       |